# Río Save (Garona)
El río Save es un pequeño río del sur de Francia, un afluente por la izquierda del río Garona. Nace en la meseta de Lannemezan, en el departamento de Altos Pirineos y desemboca cerca de Grenade (departamento de Alto Garona). Su longitud es de 148,5 km (65.º más largo del país) y su cuenca drena una superficie de 1152 km² (130.º del país).
Recorre los departamentos de Altos Pirineos, Alto Garona y Gers. Las principales localidades que atraviesa son L'Isle-en-Dodon, Lombez, L'Isle-Jourdain y Grenade.

## Historia
El Save fue un río navegable desde el siglo XIII al siglo XVII que era usado para el transporte de mercancías desde los Pirineos hasta Toulouse. Hoy su recorrido ya no conserva más que vestigios de esclusas o de antiguos viarios para el paso de embarcaciones.
En el siglo XVII, debido al desbroce de colinas y después de las montañas bajas —alentado tras la Revolución francesa y la abolición de los privilegios que dieron lugar a la división de los bosques comunales—, el Save recibe aguas más torrenciales y turbias. Se está desbordando cada vez más a menudo. Así, hacia el año II del calendario revolucionario, dos sociedades populares alertaron a la Convención y a los diputados 

Los desbordamientos son desastrosos, las aguas descienden de las colinas desnudas; el Save, este año, se ha desbordado doce veces y ha oxidado las praderas; es lo que causa mortíferos epizoóticos.
Les débordements sont désastreux, les eaux descendent des collines nues ; la Save, cette année, a débordé douze fois et rouillé les prairies ; ce qui cause de meurtrières épizooties.
Becquerel

## Geografía

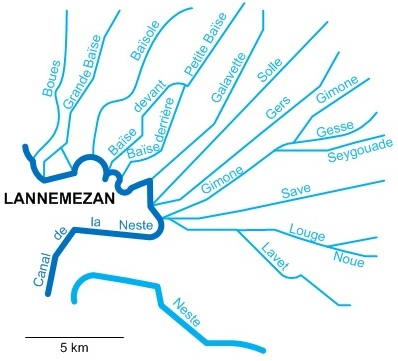
Ríos que nacen cerca de Lannemezan

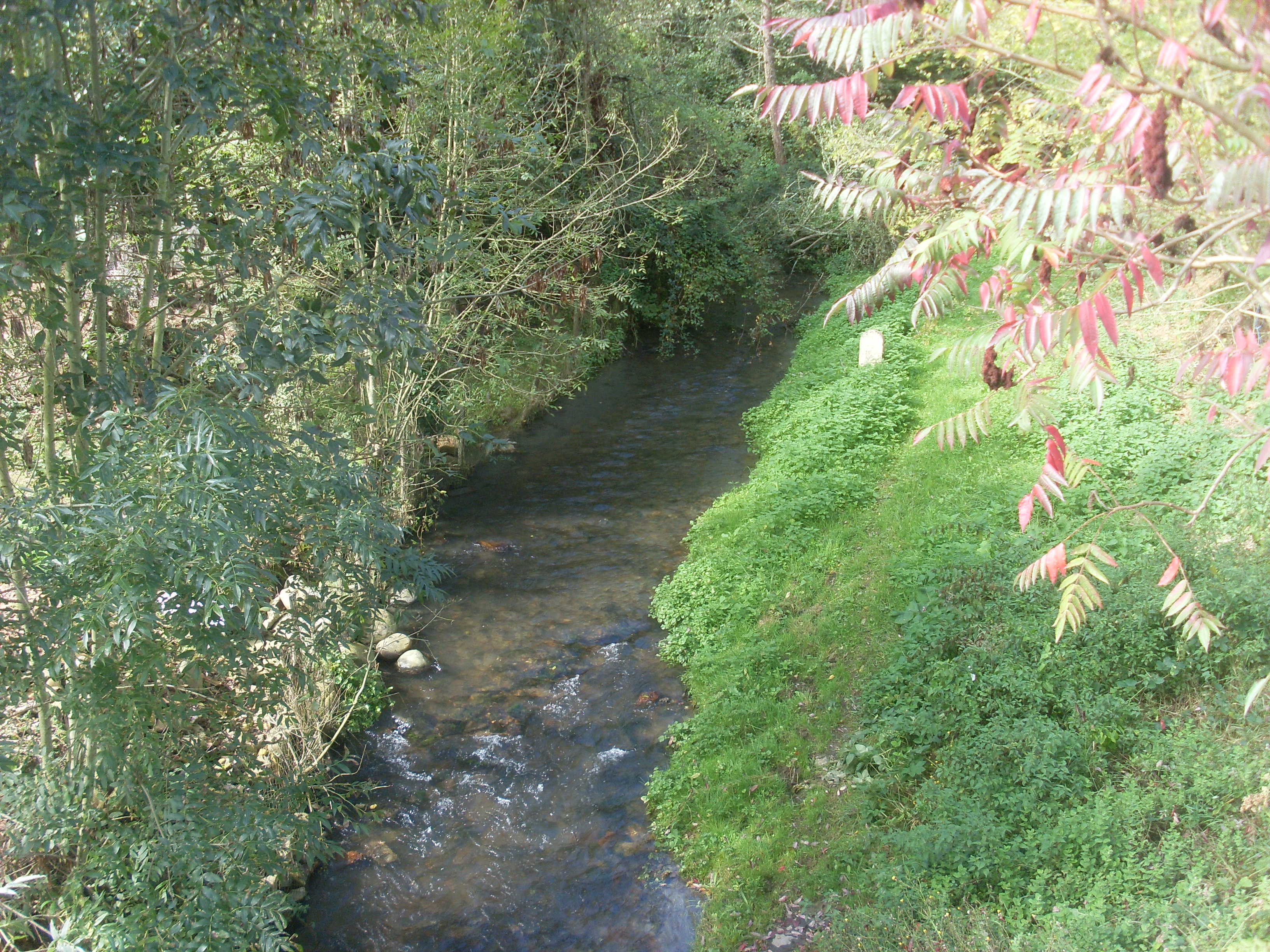
La Save en Lannemezan

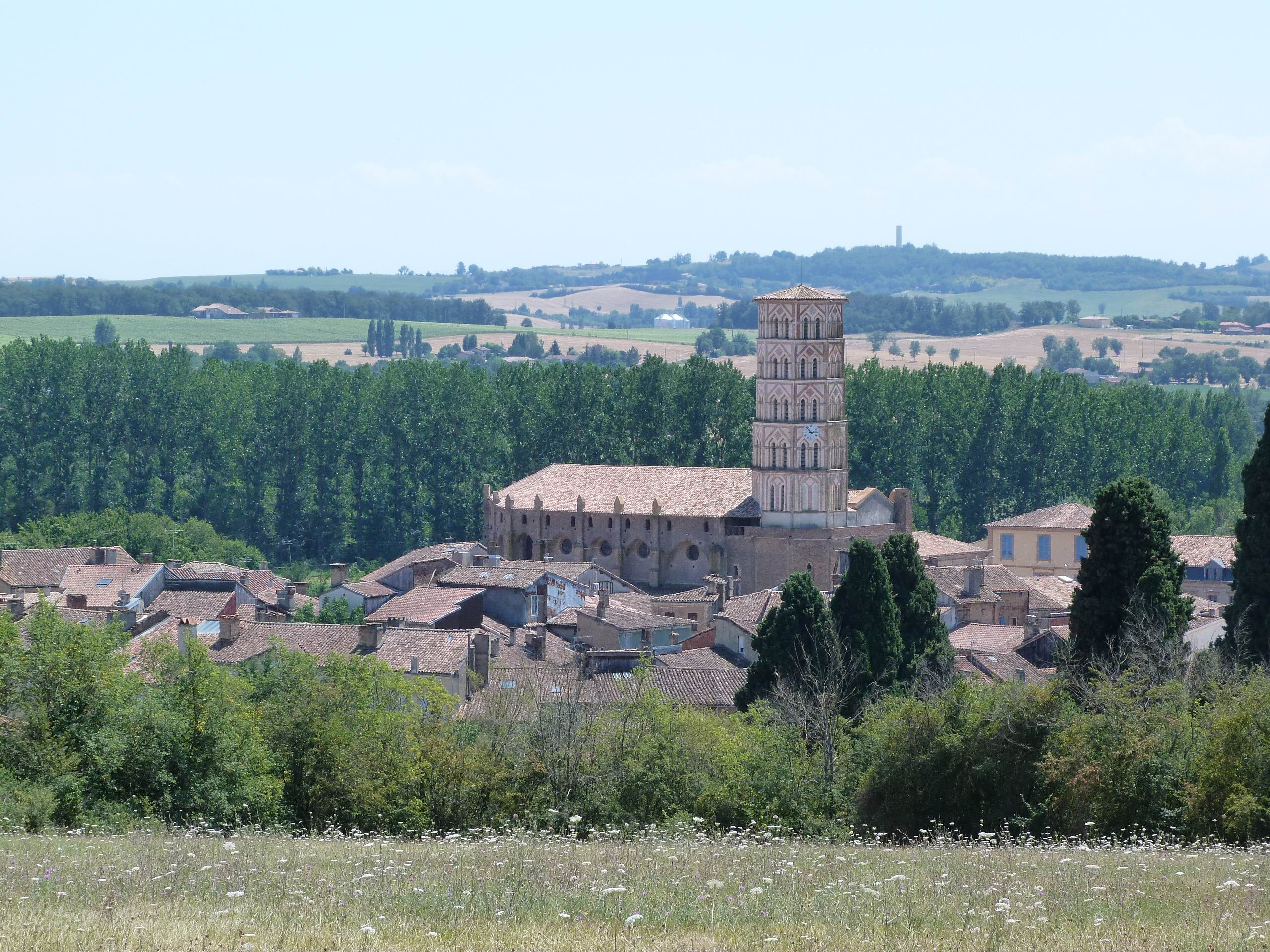
La catedral de Lombez, muy próxima al Save

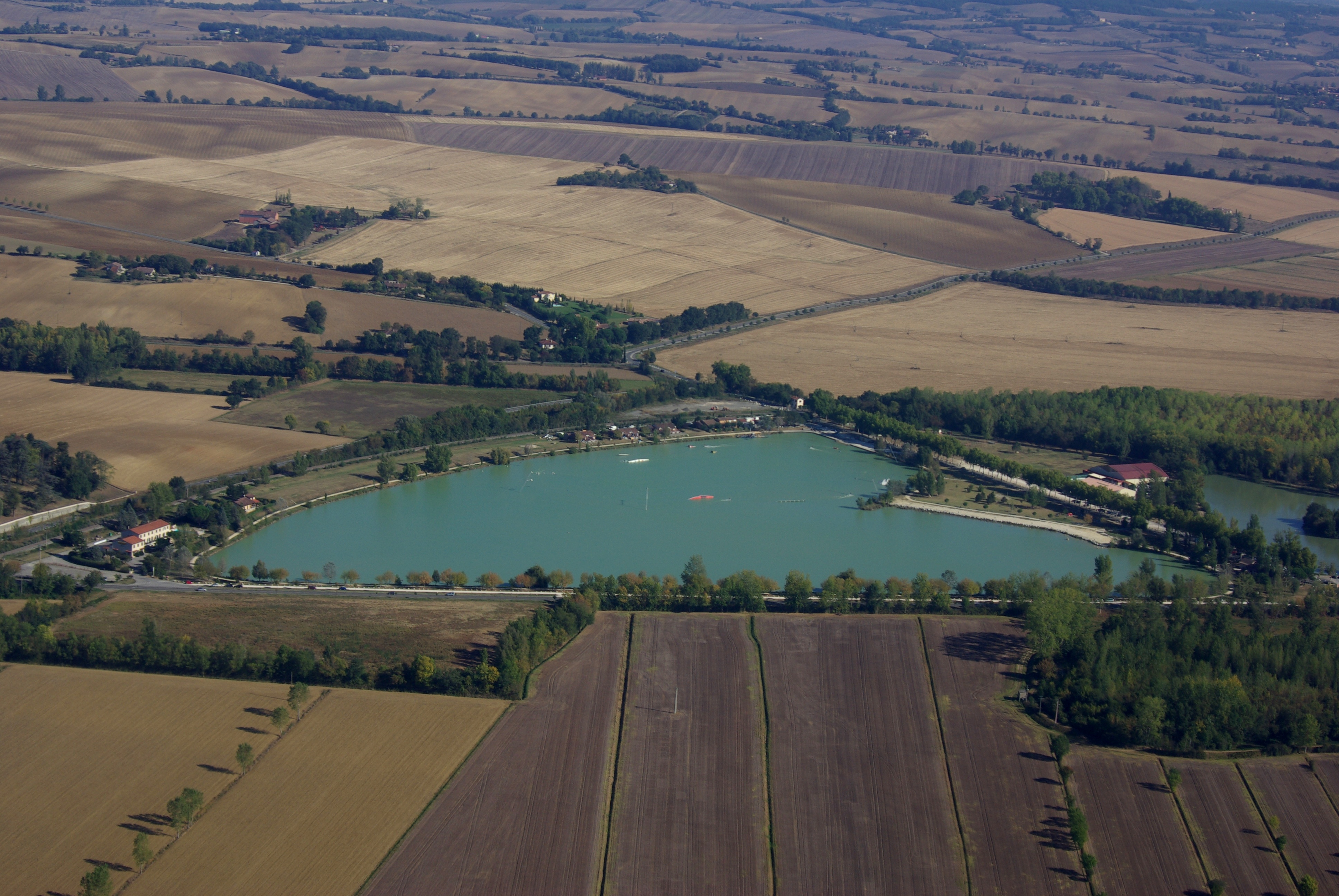
El lago de la L'Isle-Jourdain, un pequeño lago recreativo (25 ha) que alimenta el Save

El Save toma su origen al pie de los Pirineos y desciende por un paisaje de suaves colinas a lo largo de la gran meseta donde ha cavado su curso, curso en especial encajonado en el tramo de las gargantas del Save en la comuna de Montmaurin.
El Save tiene su fuente en la meseta de Lannemezan, en los Altos Pirineos, en la comuna de Lannemezan, a una altitud de 638 metros, en la zona industrial de Peyrehitte, justo enfrente de una planta electroquímica. El Save tiene una longitud de 148,5 km desde esta fuente oficial, mientras que el Sandre toma en cuenta la corriente a partir de la comuna de Pinas, reduciendo la longitud a 143,4 km.
Desde su nacimiento emprenderá una dirección general SO-NE, siendo atravesado, al poco de su nacimiento, por la autopista A-64, justo cuando también lo atraviesa el canal del Neste. Pasa después por Pinas (456 hab. en 2015), al suroeste del campo de golf de Lannemezan. Al poco ingresa en el departamento de Alto Garona.
Alcanza después la pequeña localidad de Saint-Plancard (362 hab.), la primera que atraviesa en su curso. Sigue después en la misma dirección NO-SE llegando a Larroque (295 hab.) y pasando al poco cerca de las ruinas de la Villa Gallo Romaine de Montmaurin. Entra en la zona de las garganta del Save (Gorges de la Save), un tramo de unos 10 km de longitud en el que es acompañado por la carretera D9g. Sale el Save de la garganta muy cerca de la pequeña localidad de Lespugue (80 hab.), célebre por la aparición de la venus paleolítica que lleva su nombre (venus de Lespugue). 
Sigue luego algo al norte de Houéganac y alcanza, unos kilómetros más abajo, Montbernard (221 hab.) y luego Saint-Laurent (171 hab.), Anan (242 hab.) y L'Isle-en-Dodon (1677 hab.).
Deja Alto Garona para entrar en el departamento de Gers, por el sur, siguiendo su avance general NO-SE. Pasa algo al este  de Cadeillan, y al poco recibe, por la izquierda, al más largo de sus afluentes, el río Gesse (54 km). Llega enseguida a la pequeña ciudad de Lombez (2091 hab.), Samatan (2377 hab.) y, tras recibir  por la margen derecha al río Aussoue (33,9 km) entra en la pequeña Labastide-Savès (161 hab.). Sigue por Cazaux-Savès (300 hab.), pasada la cual el Save pasa muy cerca del castillo de Caumont. Tras pasar por L'Isle-Jourdain (8568 hab.), abandona el departamento de Gers y regresa a Alto Garona.
Alcanza al poco Lévignac (2022 hab.), las gemelas Montaigut-sur-Save (1599 hab.) y Saint-Paul-sur-Save (1523 hab.). Pasa después al este de Larra (1765 hab.) y llega enseguida a Grenade (8685 hab.), dejada la cual desemboca en el Garona por la margen izquierda, a una altitud de 103 m, y casi en el límite departamental entre Alto Garona y Tarn y Garona.

### Departamentos y principales localidades atravesadas
- Altos Pirineos: Lannemezan (5893 hab.), Pinas (456 hab.);
- Alto Garona: Saint-Plancard (362 hab.), Saint-Laurent (171 hab.), l'Isle-en-Dodon (1677 hab.);
- Gers: Lombez (2091 hab.), Samatan (2377 hab.), L'Isle-Jourdain (8568 hab.);
- Alto Garona (2.ª vez):  Lévignac (2022 hab.), Saint-Paul-sur-Save (1523 hab.), Larra (1765 hab.), Grenade (8685 hab.).

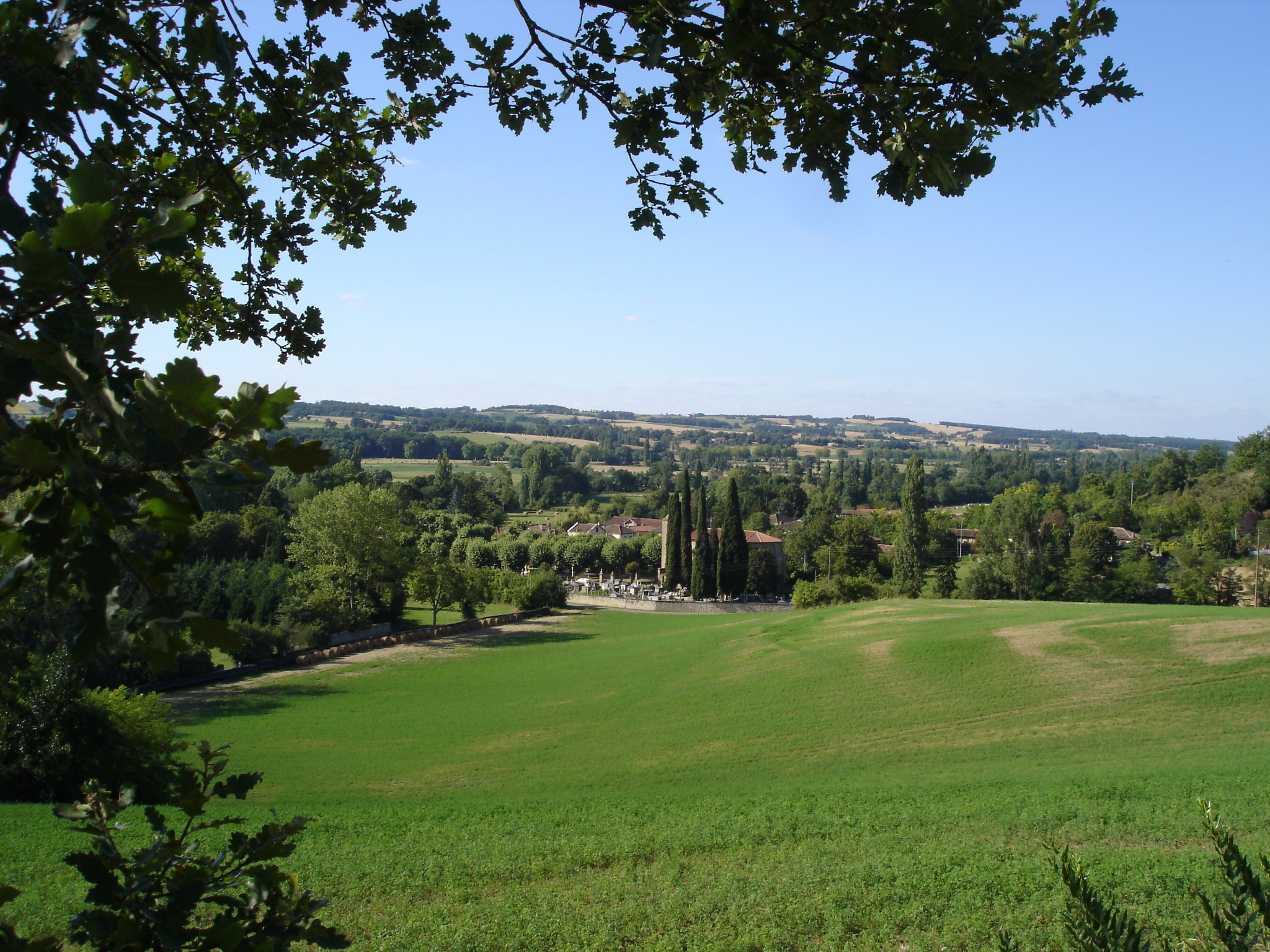
Saint-Laurent
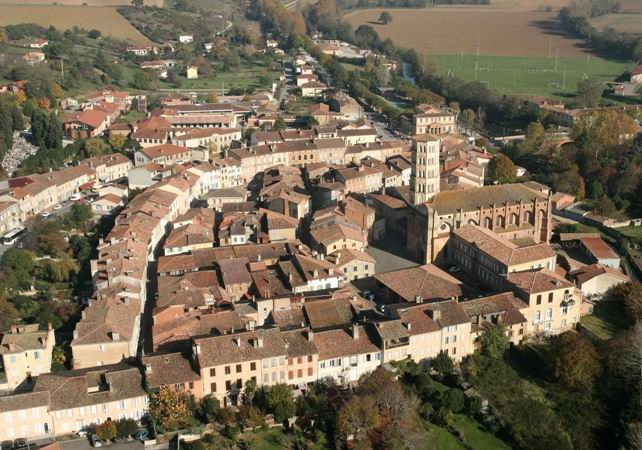
Lombez
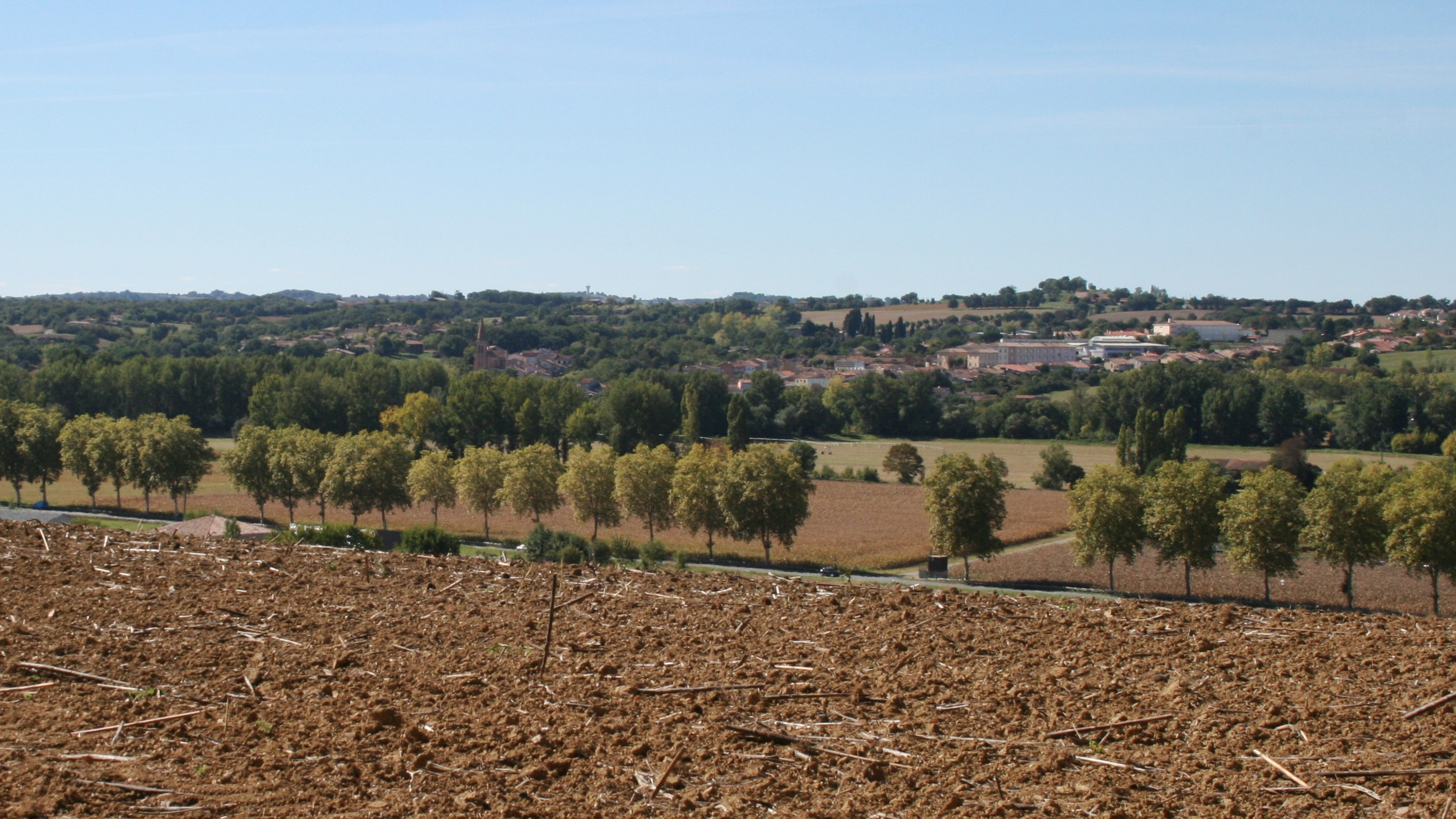
Samatan
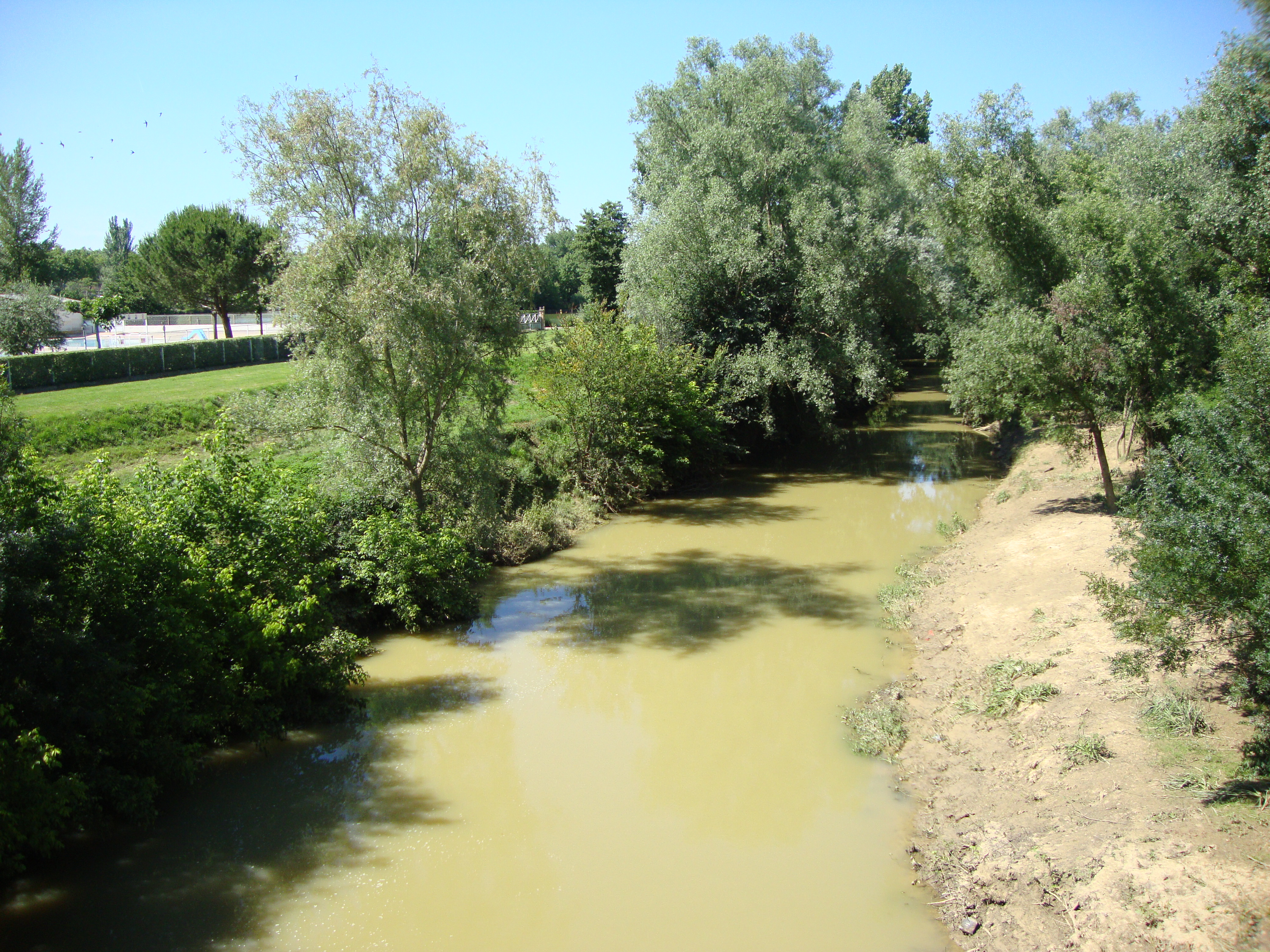
L'Isle-Jourdain

### Principales afluentes
- Saügle: 7,1 km
- Seygouade: 16,7 km
- Bernesse: 18,4 km
- Arroyo de la Houytère: 8,1 km
- Gesse: 54 km
- Esquinson: 13,7 km
- Aussoue: 34 km
- Arroyo del Bigo: 7,4 km
- Arroyo de en Peyblanc: 7,3 km
- Boulouze: 19,7 km
- Arroyo de Noailles: 7,1 km
- Cédat: 9,4 km
- Arsène: 14,1 km
- Rémoulin: 9,5 km
- Arroyo de Cérès: 7,4 km
- Arroyo de Ribarot: 8,1 km

## Hidrología
Durante los períodos de estiaje, el caudal del Save es apoyado por las aguas que le aporta el canal del Neste, usadas para el riego y para las necesidades de agua potable y de saneamiento.
El caudal del Save se ha observado durante un período de 42 años (1965-2006) en Larra, localidad del departamento de Alto Garona, situado muy  cerca de la confluencia con el Garona. El área considerada es de 1110 km², que es casi la totalidad del área drenada por el río. El módulo del río en Larra es de 6,32 m³/s.
El Save tiene fuertes fluctuaciones de flujo estacionales, con crecidas en invierno y primavera que llevan el caudal mensual medio a niveles entre 8.02 y 11,80 m³/s, de diciembre a mayo inclusive (máximo en febrero), y estiaje en verano, de julio a octubre inclusive, con una bajada en el caudal mensual medio hasta 1,94 m³/s en agosto, que sigue siendo bastante confortable  y está lejos de severo.
| Caudal medio mensual del Save en la estación de Larra (en m³/s. Datos calculados en el período de 42 años, 1965-2006) |
| |

Sin embargo, el VCN3 puede caer a 0,140 m³/s (solo  140 l/s,) en el caso de un período seco de cinco años, que se vuelve severo. Por otro lado, las crecidas pueden ser extremadamente importantes o incluso devastadoras. Los QIX 2 y QIX 5 son respectivamente de 79 y 120 m³/s. El QIX 10 es de 150 m³/s, mientras que el QIX 20 es de 180 m³/s. Finalmente, el QIX 50 es 210 m³/s.
El flujo instantáneo máximo registrado en la estación de Larra fue de 620 m³/s el 1 de julio de 1977, mientras que el valor máximo diario fue de 403 m³/s el 9 de julio del mismo año. Comparando la primera de estas cifras con los valores de los diferentes QIX del río, parece que esta inundación fue tres veces mayor que la inundación cincuentenal definida por el QIX 50 y por lo tanto bastante excepcional, ya fin probablemente milenial (es decir, que ocurre solo una vez al milenio...).
La lámina de agua en la cuenca de Sava es de 179 milímetros al año. Esta medida es inferior a la media general de Francia (más o menos 320 milímetros), pero también a la de toda la cuenca del Garona (384 milímetros en Mas-d'Agenais). El caudal específico (o Qsp) asciende a 5,7 litros por segundo por kilómetro cuadrado de cuenca.
| Caudal medio mensual del Save en la estación de Lombez (en m³/s. Datos calculados en el período de 42 años, 1965-2006) |
| |

## Crecidas históricas
- Inundaciones de 1877
- Crecida de 1977 (ver inondations de 1977 en Gascogne)
- Crecida de 2000
- Crecida de 2003

## Actividades turísticas
- Canoa
- Escalada
- Pesca